# Iwan Susanin
Iwan Susanin (ros. Иван Сусанин [ɪˈvan sʊˈsanʲɪn]) – wieśniak lub sołtys wsi Domnino (okolice współczesnego Susanino), rosyjski bohater narodowy.

## Legenda
Jak głosi legenda, podczas wojny polsko-rosyjskiej został wynajęty przez jeden z polskich (lub litewskich) oddziałów wojskowych zimą 1612–1613 roku w charakterze przewodnika, celem doprowadzenia do ukrywającego się we wsi cara Michała Fiodorowicza. Susanin, nie chcąc zdradzić miejsca pobytu cara, zaprowadził Polaków w błotnisty las, gdzie został przez nich za karę zamęczony na śmierć. 
Historyczność tego wydarzenia nie została dotąd jednoznacznie potwierdzona ani obalona. Dowodem prawdziwości tej historii może być wydany przez cara dokument o darowaniu zięciowi Susanina, Bogdanowi Sabininowi, połowy wsi w dowód wdzięczności za pełen oddania czyn poległego teścia.
Iwanowi Susaninowi i jego bohaterskiemu czynowi jest poświęconych kilka dzieł malarskich, jak również literackich i muzycznych; do najbardziej znanych należą opera Michaiła Glinki Życie za cara (1836), opera Catterino Cavosa Iwan Susanin oraz dramat Nikołaja Polewoja Kostromskie lasy.